# میلوتینوواتس
میلوتینوواتس (به صربی: Milutinovac) یک منطقهٔ مسکونی در صربستان است که در کلادووا واقع شده‌است. میلوتینوواتس ۱۸۶ نفر جمعیت دارد.